# Préparation médicamenteuse
Ne doit pas être confondu avec Forme pharmaceutique.
 (mars 2024).
Si vous disposez d'ouvrages ou d'articles de référence ou si vous connaissez des sites web de qualité traitant du thème abordé ici, merci de compléter l'article en donnant les références utiles à sa vérifiabilité et en les liant à la section « Notes et références ».
Une préparation médicamenteuse est un médicament préparé hors des laboratoires pharmaceutiques.
En France, on distingue :
- préparation extemporanée, réalisée au moment de l'utilisation (pas de préparation à l'avance ni de stockage) ;
- préparation magistrale, réalisée extemporanément et selon une prescription pour un patient donné ;
- préparation officinale, réalisée selon la formule inscrite à la Pharmacopée (décrivant les matières premières) ou au formulaire national (décrivant les formulations officinales terminées) ;
- préparation hospitalière, réalisée en pharmacie hospitalière après déclaration de la formule à l'ANSM. Il s'agit d'une fabrication en série, destinée à compenser l'absence de spécialités pharmaceutiques existantes. Par exemple, il n'existe pas de diphénamil méthylsulfate commercialisé en France par les laboratoires pharmaceutiques. Ce produit est pourtant indispensable dans la prévention de la mort subite du nourrisson. L'Agence générale des équipements et produits de santé (AGEPS) compense cette carence et fabrique une préparation hospitalière de diphenamil methylsulfate en comprimés.